# Aéroport de Dolpa
Pour les articles homonymes, voir DOP.
L'aéroport de Dolpa (code IATA : DOP • code OACI : VNDP) est un aéroport régional desservant le district de Dolpa au Népal.

## Situation
L'aéroport se situe à une altitude de 2499 mètres (8200 pieds).
| \| 100 km1:3 095 000 \| Bajura Bhadrapur Bhâratpur Bhojpur Biratnagar Dhangadhi Dolpa Janakpur Jomsom Jumla Katmandou Lamidanda Lukla Manang Meghauli Nepalganj Phaplu Pokhara Ramechhap Rukumkot Rumjatar Simara Siddharthanagar Simikot Surkhet Talcha Taplejung Thamkharka Tumlingtar Dang |
| 100 km1:3 095 000 |

## Installations
Il possède une piste de 453 mètres de long faite en terre.

## Compagnies aériennes et destinations
| Compagnies     | Destinations |
| -------------- | ------------ |
| Nepal Airlines | Nepalganj    |
| Tara Air       | Nepalganj    |